# Revsunds församling
Revsunds församling var en församling inom Svenska kyrkan i Härnösands stift och i Bräcke kommun i Jämtland, Jämtlands län. Församlingen uppgick 2010 i Revsund, Sundsjö, Bodsjö församling. 

## Administrativ historik
Församlingen har medeltida ursprung. Ur församlingen utbröts 1 april 1851 Nyhems församling som kapellag, från 1892 fullt utbruten som kapellförsamling.
Den 1 januari 1995 överfördes ett område, omfattande byn Grötingen med omnejd, med 23 personer från Revsunds församling till Bräcke församling.
Församlingen var tidigt moderförsamling. Av hävd har antagits att det var i pastorat tillsammans med Bodsjö. Efter pesten införlivades i pastoratet Sundsjö församling och pastorat dit av hävd antagits att Bräcke församling hört. År 1891 avknoppades Nyhems församling. Från 1 maj 1921 till 2010 moderförsamling i pastoratet Revsund, Sundsjö och Bodsjö. Församlingen uppgick 2010 i Revsund, Sundsjö, Bodsjö församling.
Församlingskod var 230506.

## Kyrkor
- Revsunds kyrka